# Сучасна теорія грошей (книжка)
Сучасна теорія грошей (англ. Modern Money Theory: A Primer on Macroeconomics for Sovereign Monetary Systems by L. Randall Wray) — книжка професора економіки, старшого співробітника інституту Леві Рендала Рея. Вперше опублікована в 2012 році. В 2017 перекладена українською мовою видавництвом «Наш формат» (перекладачі — Євгенія Гагаркіна, Анастасія Бузинник, Валентина Кальонова, Олександр Вальчишен, Олександра Сосновська). Видання українською здійснено у співпраці з компанією ICU, книга вийшла у серії #ICUbooks.

## Огляд книги
Автор, взявши собі за виклик переглянути консервативні загальноприйняті погляди на монетарну та фіскальну політики держав, написав книгу з всеосяжним аналізом походження, сутності та засад функціонування грошей в сучасній глобальній економіці за діючих валютних режимів.
Як таємнича суть грошей змусила уряди країн та перешкоджала державам діяти в інтересах суспільства?
«Сучасна теорія грошей» — це новий підхід до розуміння макроекономіки та того як гроші працюють в сучасному економічному середовищі. В книзі вміщено основні принципи модерної теорії грошей, враховуючи фінансовий облік на макрорівні, засади грошово-кредитної політики, валютні режими в передових країнах та країнах, що розвиваються.
Не залишилась поза увагою діяльність фінансових інституцій. Плавно рухаючись від загальних принципів макроекономіки, автор переходить до аналізу діяльності банків та центробанків.
Автор закликає до нагальності пошуку суті походження грошей, уникнення непорозумінь щодо їх природи, що певним чином стало причиною фінансової кризи недавніх років. Це свіже та новаторське бачення того як правильно побудована політика держави сприяє пошуку та ліквідації слабких та вразливих сторін.
В книзі висвітлено: Рекомендації для урядів з питань ведення політики;
Характеристика режимів зміни валютних курсів;
Питання податкової політики та інфляції, наявність якої в певній мірі автор називає хорошим явищем.

## Переклад українською
- Рей, Рендал. Сучасна теорія грошей / пер. Євгенія Гагаркіна, Анастасія Бузинник, Валентина Кальонова, Олександр Вальчишен, Олександра Сосновська. К.: Наш Формат, 2017. — 480 с. — ISBN 978-617-7513-80-2